# Bogdan Marcinkiewicz
Bogdan Kazimierz Marcinkiewicz (ur. 21 marca 1966 w Wodzisławiu Śląskim) – polski inżynier, przedsiębiorca, poseł do Parlamentu Europejskiego VII kadencji.

## Życiorys
Z wykształcenia inżynier elektronik i magister zarządzania. Ukończył studia na Akademii Górniczo-Hutniczej w Krakowie, a także studia podyplomowe na Politechnice Śląskiej. Zawodowo związany z branżą górniczą i gazowniczą. Pracował w Kopalni Węgla Kamiennego 1 Maja w Wodzisławiu Śląskim, gdzie był zatrudniony jako elektromonter. Później podjął pracę w PGNiG oddział w Świerklanach. Następnie został prezesem firmy wykonującej usługi w zakresie gazownictwa. Założył też z amerykańskim wspólnikiem spółkę, zajmującą się proekologicznymi inwestycjami w gospodarce gazami odpadowymi. Otrzymał kilka nagród branżowych, m.in. przyznawanych m.in. przez Polskie Górnictwo Naftowe i Gazownictwo i Izbę Przemysłowo-Handlową w Rybniku.
W 2009 został kandydatem Platformy Obywatelskiej do Parlamentu Europejskiego. W wyborach uzyskał mandat europosła, kandydując w okręgu śląskim i otrzymując 10 481 głosów. W PE przystąpił do grupy Europejskiej Partii Ludowej oraz Komisji Przemysłu, Badań Naukowych i Energii. W 2014 bez powodzenia ubiegał się o reelekcję.